# Orangekindad honungsfågel
Orangekindad honungsfågel (Oreornis chrysogenys) är en fågel i familjen honungsfåglar inom ordningen tättingar.

## Utbredning och systematik
Fågeln förekommer i västra centrala Nya Guinea (trädgränsen i Sudirmanbergen). Den placeras som enda art i släktet Oreornis. 

## Status
IUCN kategoriserar arten som livskraftig.